# Strada statale 124 Siracusana
La strada statale 124 Siracusana (SS 124) è una strada statale italiana che attraversa in direzione ovest-est la porzione sud-orientale della Sicilia.

## Descrizione
La strada ha origine dalla strada statale 117 bis Centrale Sicula all'altezza di bivio Gigliotto. Da qui il percorso procede alla volta di San Michele di Ganzaria e dopo averlo attraversato prosegue deviando leggermente verso sud. Incrocia la strada statale 417 di Caltagirone presso il bivio Molona, poco prima del centro abitato della stessa Caltagirone, all'interno del quale è di competenza comunale.
Dopo Caltagirone raggiunge il bivio San Bartolomeo con la strada statale 385 di Palagonia e prosegue verso Grammichele, attraversandola come strada comunale. Nei pressi di Vizzini Scalo incrocia, senza intersecarla, la strada statale 514 di Chiaramonte per poi attraversare Vizzini, dove condivide un tratto urbano con la strada statale 194 (Via Roma e Via dei Galli), e dirigersi verso la provincia di Siracusa.
Poco prima del confine provinciale ha inizio un tratto in variante che raggiunge la quota di valico di oltre 970 metri sul livello del mare nei pressi del monte Lauro e che evita l'attraversamento dell'abitato di Buccheri. La vecchia sede fu provvisoriamente classificata come nuova strada ANAS 52 Variante di Buccheri (NSA 52).
Dopo Buccheri la strada lambisce Buscemi con un percorso ammodernato dalle ampie curve e attraversa Palazzolo Acreide, per poi deviare nettamente verso nord-est tramite uno svincolo, mentre il percorso stradale principale prosegue come strada statale 287. La SS 124 attraversa Solarino e raggiunge Floridia, dove diventa di competenza comunale; successivamente si dirige verso Siracusa con un tracciato recentemente rimodernato e dotato di quattro nuove rotatorie che lo connettono alla viabilità locale, oltre allo svincolo con la strada statale 114 Orientale Sicula. La strada a gestione ANAS termina alle porte dell'abitato di Siracusa.

### Tabella percorso
| Siracusana |                                                |       |           |
| Tipo       | Indicazione                                    | ↓km↓  | Provincia |
|            | Bivio Gigliotto Centrale Sicula per San Cono   | 0,0   | CT        |
|            | San Michele di Ganzaria                        | 3,7   | CT        |
|            | per Mirabella Imbaccari                        | 11,6  | CT        |
|            | Bivio Molona di Caltagirone                    | 13,5  | CT        |
|            | Caltagirone                                    | 15,6  | CT        |
|            | Variante di Caltagirone                        | 19,7  | CT        |
|            | Bivio San Bartolomeo di Palagonia              | 20,6  | CT        |
|            | Ferrovia Catania-Caltagirone-Gela              | 22,4  | CT        |
|            | per Santo Pietro di Licodia Eubea-Libertinia   | 23,0  | CT        |
|            | Ferrovia Catania-Caltagirone-Gela              | 23,5  | CT        |
|            | Grammichele                                    | 29,6  | CT        |
|            | Ferrovia Catania-Caltagirone-Gela              | 34,8  | CT        |
|            | Ferrovia Catania-Caltagirone-Gela              | 36,2  | CT        |
|            | per Mineo                                      | 40,1  | CT        |
|            | Ferrovia Catania-Caltagirone-Gela              | 41,6  | CT        |
|            | per Militello in Val di Catania                | 42,6  | CT        |
|            | Ferrovia Catania-Caltagirone-Gela              | 42,7  | CT        |
|            | Vizzini Scalo di Chiaramonte per Licodia Eubea | 42,8  | CT        |
|            | Vizzini Ragusana (direzione Modica)            | 47,8  | CT        |
|            | Ragusana (direzione Primosole)                 | 48,5  | CT        |
|            | Monte Lauro                                    | 60,3  | SR        |
|            | per Buccheri                                   | 62,7  | SR        |
|            | ex per Buccheri (da/per direzione Siracusa)    | 63,9  | SR        |
|            | per Cassaro                                    |       | SR        |
|            | per Buscemi                                    |       | SR        |
|            | per Giarratana                                 |       | SR        |
|            | Palazzolo Acreide                              | 78,0  | SR        |
|            | Palazzolo Acreide sud                          |       | SR        |
|            | di Noto                                        |       | SR        |
|            | Contrada Cavetta                               | 83,2  | SR        |
|            | per Cassaro                                    |       | SR        |
|            | per Canicattini Bagni                          |       | SR        |
|            | Solarino per Sortino                           | 105,0 | SR        |
|            | Floridia                                       | 106,7 | SR        |
|            | Viabilità complanare                           | 110,7 | SR        |
|            | Viabilità complanare                           | 112,9 | SR        |
|            | Orientale Sicula                               | 115,4 | SR        |
|            | Viabilità complanare                           | 116,5 | SR        |
|            | per Belvedere, Autodromo di Siracusa           | 117,6 | SR        |
|            | Siracusa                                       | 118,0 | SR        |